# XXX Corps
XXX Corps var en brittisk armékår under andra världskriget.

## Slag

### Nordafrika
Kåren deltog som en del av British Eighth Army i Operation Crusader som syftade till att pressa tillbaka Rommels Afrikakorps och undsätta den inneslutna garnisonen i Tobruk.

#### Organisation
Armékårens organisation den 23 oktober 1942.
- 1st South African Infantry Division
- 2nd New Zealand Infantry Division
- 4th Indian Infantry Division
- 9th Australian Infantry Division
- 51st (Highland) Infantry Division

### Normandie
Kåren var en del av British Second Army . 50th (Northumbrian) Infantry Division och 8th Armoured Brigade landsattes på Gold Beach under själva Dagen D.

### Market Garden

#### Organisation
- 2nd Household Cavalry Regiment
- Guards Armoured Division - Major-General A. H. S. Adair
  - 5th Guards Brigade
  - 32nd Guards Brigade
- 43rd Wessex Infantry Division - Major-General G. I. Thomas
  - 8th battalion The Middlesex Regiment Kulspruteinfanteri
  - 129th Infantry Brigade
    - 4th battalion Somerset Light Infantry
    - 4th battalion Wiltshire Regiment
    - 5th battalion Wiltshire Regiment

  - 130th Infantry Brigade
    - 4th battalion Dorsetshire Regiment
    - 5th battalion Dorsetshire Regiment
    - 7th battalion Hampshire Regiment

  - 214th Infantry Brigade
    - 1st battalion Worcestershire Regiment
    - 5th battalion The Duke of Cornwall's Light Infantry
    - 7th battalion Somerset Light Infantry
- 50th (Northumbrian) Infantry Division - Major-General D. A. H. Graham. Den 18 september överfördes divisionen till VIII Corps
  - 2nd battalion The Cheshire Regiment Kulspruteinfanteri
  - 69th Infantry Brigade
    - 5th battalion East Yorkshire Regiment
    - 6th battalion Green Howards
    - 7th battalion Green Howards

  - 151st Infantry Brigade
    - 6th battalion Durham Light Infantry
    - 8th battalion Durham Light Infantry
    - 9th battalion Durham Light Infantry

  - 231st Infantry Brigade
    - 1st battalion Dorsetshire Regiment
    - 1st battalion Hampshire Regiment
    - 7th battalion Devonshire Regiment
- 8th Armoured Brigade - Brigadier E. G. Prior-Palmer
- Royal Netherlands Brigade

## Befälhavare
Kårens befälhavare:
- Lieutenant-General Vyvyan Pope: Augusti-Oktober 1941
- Lieutenant-General Willoughby Norrie: November 1941-Juli 1942
- Lieutenant-General William Ramsden: Juli-September 1942
- Lieutenant-General Oliver Leese: September 1942-December 1943
- Lieutenant-General Gerard Bucknall: Januari-Juli 1944
- Lieutenant-General Brian Horrocks: Augusti 1944-December 1945
- Lieutenant-General Alexander Galloway: December 1945-September 1946